# Kwajalein
Kwajalein è un atollo dell'Oceano Pacifico.  Appartenente alle isole Ralik è amministrativamente una municipalità delle Isole Marshall. Ha una superficie di 16,4 km², una laguna di 2174 km² e 11 408 abitanti (2011). Nella laguna è presente il relitto affiorante dell'incrociatore pesante Prinz Eugen, qui trainato ed in seguito affondato nel luglio 1946 dopo che venne danneggiato dai test atomici nell'atollo di Bikini.

## Popolazione
| Popolazione |       |       |       |       |       |        |        |  |  |  |  |
| Anno        | 1958  | 1967  | 1973  | 1980  | 1988  | 1999   | 2011   |  |  |  |  |
| Abitanti    | 1.284 | 3.540 | 5.469 | 6.624 | 9.311 | 10.902 | 11.408 |  |  |  |  |
|             |       |       |       |       |       |        |        |  |  |  |  |

L'isolotto di Ebeye è una delle isole più densamente popolate del mondo, con circa 13 000 abitanti concentrati in una superficie di 0,32 km2.